# Patricia Millardet
Patricia Millardet (Mont-de-Marsan, 24 marzo 1957 – Roma, 13 aprile 2020) è stata un'attrice francese.
Lavorò soprattutto in Italia, dove decise di stabilirsi, risiedendo a Castel Gandolfo.

## Biografia
Uno dei suoi primi ruoli fu quello di comparsa nel film Il tempo delle mele 2. Divenne famosa in Italia per aver interpretato numerosi ruoli in fiction televisive, il più noto dei quali è stato quello del coraggioso e incorruttibile magistrato "Silvia Conti" ne La piovra. Da protagonista lavorò anche nella fiction Il bello delle donne.
Nel 1994, mentre si trovava in un night a Trinità dei Monti, fu coinvolta in una rissa con un cronista mondano; nel 2000 patì una crisi depressiva e si ricoverò spontaneamente in ospedale; nel dicembre del 2004 minacciò di suicidarsi. Muore il 13 aprile 2020 all'ospedale San Camillo di Roma per una crisi cardiaca all'età di 63 anni.

## Filmografia

### Cinema
- La dérobade - Vita e rabbia di una prostituta parigina (La dérobade), regia di Daniel Duval (1979)
- Je vais craquer!!!, regia di François Leterrier (1980)
- Fifty-Fifty, regia di Pascal Vidal (1981)
- Tir groupé, regia di Jean-Claude Missiaen (1982)
- Plus beau que moi, tu meurs, regia di Philippe Clair (1982)
- Il tempo delle mele 2 (La Boum 2), regia di Claude Pinoteau (1982)
- Mia dolce assassina (Mortelle randonnée), regia di Claude Miller (1983)
- Sandy, regia di Michel Nerval (1983)
- Ronde de nuit, regia di Jean-Claude Missiaen (1984)
- P'tit con, regia di Gérard Lauzier (1984)
- Blessure, regia di Michel Gérard (1985)
- Il sole anche di notte, regia di Paolo e Vittorio Taviani (1990)

### Televisione
- L'île de la jeune fille bleue – film TV (1984)
- L'heure Simenon – serie TV, 1 episodio (1987)
- Les passions de Céline – serie TV (1987)
- Il cespuglio delle bacche velenose – film TV (1987)
- Assicurazione sulla morte – film TV (1987)
- Le chevalier de Pardaillan – serie TV (1988)
- Série noire – serie TV, 2 episodi (1986-1988)
- La piovra – serie TV, 25 episodi (1989-1995, 2001)
- Coplan – serie TV, 1 episodio (1989)
- Errore fatale – film TV (1992)
- Hélène e i suoi amici (Hélène et les garçons) – serie TV (1992)
- Jo et Milou – film TV (1992)
- Amore al cioccolato – film TV (1992)
- Nero come il cuore – film TV (1994)
- L'orma del califfo – film TV (1994)
- Babyraub - Kinder fremder Mächte – film TV (1998)
- Un bacio nel buio – film TV (2000)
- Il bello delle donne – serie TV, 24 episodi (2002-2003)

## Doppiatrici italiane
- Maria Pia Di Meo in La piovra 4, La piovra 5 - Il cuore del problema, La piovra 6 - L'ultimo segreto, La piovra 7 - Indagine sulla morte del commissario Cattani, La piovra 10, Visione di un delitto, Un bacio nel buio, Il bello delle donne
- Anna Cesareni in Il sole anche di notte
- Sonia Scotti in Errore fatale